# Raccontami di te
Raccontami di te, pubblicato il 22 febbraio 2000, è il sesto album in studio di soli inediti del cantautore italiano Marco Masini.

## Tracce
Testi di Giuseppe Dati, musiche di Marco Masini tranne ove indicato.
1. Raccontami di te
2. Protagonista
3. Parlo di noi (testo: Giuseppe Dati, Alessandro Baldinotti – musica: Marco Masini, Paolo Hollesch)
4. Abbracciami (musica: Marco Masini, Cesare Chiodo)
5. C'è qualcosa di più
6. A 200 all'ora
7. Ancora vita è
8. Il giorno di Natale (musica: Marco Masini, Goffredo Orlandi)
9. Non ti fidare di me
10. Se potessi rinascere
11. 10 anni (musica: Marco Masini, Gianni Ammavuta)

## Formazione
- Marco Masini – voce, tastiera, pianoforte
- Antonello Corradduzza – chitarra, cori
- Massimiliano Agati – batteria, programmazione
- Goffredo Orlandi – programmazione
- Lorenzo Poli – basso
- Stephen Head – programmazione
- Andrea Giuffredi – tromba
- Davide Ghidoni – tromba
- Mauro Ottolini – trombone
- Alessandro Bertozzi – sax
- Michela Resi, Francesca Balestracci, Cristina Montanari, Silvia Mezzanotte, Gianni Salvatori, Stefano Acqua, Stefano Magnanensi – cori

## Classifiche
| Classifica settimanale (2000)  | Posizione massima |
| ------------------------------ | ----------------- |
| Italia                         | 15                |
| Classifica di fine anno (2000) | Posizione         |
| Italia                         | 154               |